# Rennellglasögonfågel
Rennellglasögonfågel (Zosterops rennellianus) är en fågel i familjen glasögonfåglar inom ordningen tättingar.

## Utbredning och systematik
Fågeln förekommer på öarna Rennellön (sydöstra Salomonöarna). Den behandlas som monotypisk, det vill säga att den inte delas in i några underarter.

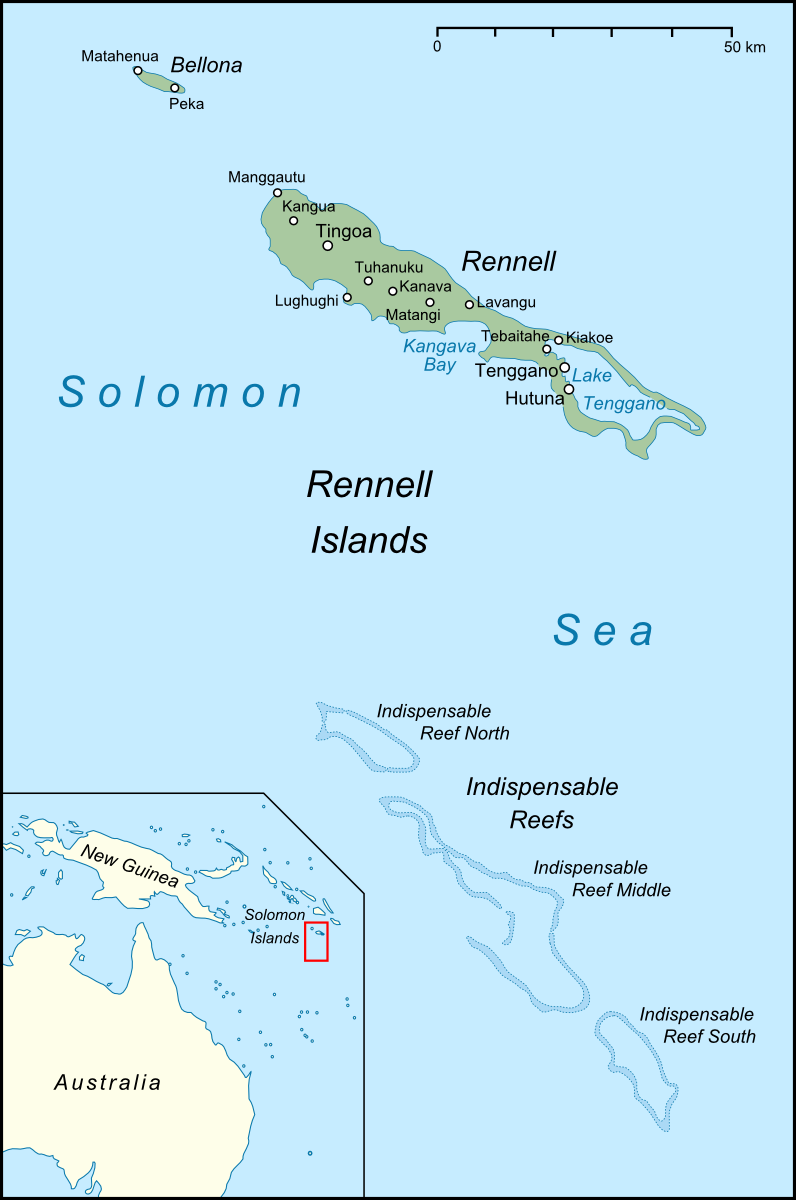
Fågeln förekommer enbart på Rennell och Bellona i södra Salomonöarna.

## Status
IUCN kategoriserar arten som livskraftig.